# روبرتو نوبل
روبرتو نوبل (بالإسبانية: Roberto Noble)‏ هو صحفي وسياسي أرجنتيني، ولد في 9 سبتمبر 1902 في الأرجنتين، وتوفي في 12 يناير 1969 ببوينس آيرس في الأرجنتين. حزبياً، نشط في الحزب الاشتراكي ‏. وقد انتخب عضو مجلس النواب في الأرجنتين.